# Holmbladsgadekvarteret
Holmbladsgadekvarteret udgør en del af den Københavnske bydel Amagerbro på det nordlige Amager. Området er ca. 2 km x 800 m i udstrækning og afgrænses mod vest af Amagerbrogade, mod syd af Brysselgade/Frankrigsgade/Wittenberggade/Lergravsvej, mod øst kysten og endelig mod nord af Prøvestenbroen/Prags Boulevard/Uplandsgade.